# Vítor Baía
Vítor Manuel Martins Baía (São Pedro da Afurada, 15 oktober 1969), beter bekend als Vítor Baía, is een voormalig Portugees profvoetballer. De doelman speelde voor FC Porto en FC Barcelona.

## Clubcarrière
In het seizoen 1988/89 debuteerde Baía voor FC Porto. Hij won vijf landstitels (1990, 1992, 1993, 1994, 1996) met Porto en bovendien zette Baía een record neer door 1191 minuten niet gepasseerd te worden. In 1996 werd hij gecontracteerd door FC Barcelona, nadat hij had gespeeld op het EK 1996 in Engeland. Baía was eerste keus onder trainer Bobby Robson en in 1997 won Baía met Barça de Copa del Rey en de UEFA Cup Winners Cup.
Mede door een zware knieblessure verloor Baía in het seizoen 1997/98 zijn basisplaats aan de Nederlander Ruud Hesp. De Portugees zag geen perspectief meer bij FC Barcelona en in 1998 keerde Baía terug naar FC Porto. Bij deze club won hij in 2003 de UEFA Cup en in 2004 de UEFA Champions League, wat betekent dat Baía tot een select groepje van slechts negen voetballers behoort die als speler de Europacup I / UEFA Champions League, European Cup Winners Cup / UEFA Cup Winners Cup en UEFA Cup heeft veroverd. Daarnaast won Baía in zijn tweede periode bij FC Porto nog drie landstitels (1999, 2003, 2004) en de wereldbeker voor clubs in 2004.

## Interlandcarrière
Vítor Baía speelde tachtig interlands voor Portugal. Hij was er bij op Euro 1996, Euro 2000 en het WK 2002. Op het EK in eigen land ontbrak Baía in de Portugese nationale selectie door onenigheid met toenmalig bondscoach Luiz Felipe Scolari.
| Interlands van Vítor Baía voor Portugal | Interlands van Vítor Baía voor Portugal | Interlands van Vítor Baía voor Portugal | Interlands van Vítor Baía voor Portugal | Interlands van Vítor Baía voor Portugal |
| №                                       | Datum                                   | Wedstrijd                               | Uitslag                                 | Competitie                              |
| --------------------------------------- | --------------------------------------- | --------------------------------------- | --------------------------------------- | --------------------------------------- |
| 1                                       | 20 dec 1990                             | Portugal – Verenigde Staten             | 1–0                                     | Vriendschappelijk                       |
| 2                                       | 16 jan 1991                             | Spanje – Portugal                       | 1–1                                     | Vriendschappelijk                       |
| 3                                       | 23 jan 1991                             | Griekenland – Portugal                  | 3–2                                     | EK-kwalificatie                         |
| 4                                       | 09 feb 1991                             | Malta – Portugal                        | 0–1                                     | EK-kwalificatie                         |
| 5                                       | 20 feb 1991                             | Portugal – Malta                        | 5–0                                     | EK-kwalificatie                         |
| 6                                       | 04 sep 1991                             | Portugal – Oostenrijk                   | 1–1                                     | Vriendschappelijk                       |
| 7                                       | 11 sep 1991                             | Portugal – Finland                      | 1–0                                     | EK-kwalificatie                         |
| 8                                       | 12 okt 1991                             | Luxemburg – Portugal                    | 1–1                                     | Vriendschappelijk                       |
| 9                                       | 16 okt 1991                             | Nederland – Portugal                    | 1–0                                     | EK-kwalificatie                         |
| 10                                      | 20 nov 1991                             | Portugal – Griekenland                  | 1–0                                     | EK-kwalificatie                         |
| 11                                      | 15 jan 1992                             | Portugal – Spanje                       | 0–0                                     | Vriendschappelijk                       |
| 12                                      | 12 feb 1992                             | Portugal – Nederland                    | 2–0                                     | Vriendschappelijk                       |
| 13                                      | 31 mei 1992                             | Italië – Portugal                       | 0–0                                     | US Cup                                  |
| 14                                      | 07 jun 1992                             | Ierland – Portugal                      | 2–0                                     | US Cup                                  |
| 15                                      | 02 sep 1992                             | Oostenrijk – Portugal                   | 1–1                                     | Vriendschappelijk                       |
| 16                                      | 14 okt 1992                             | Schotland – Portugal                    | 0–0                                     | WK-kwalificatie                         |
| 17                                      | 11 nov 1992                             | Portugal – Bulgarije                    | 2–1                                     | Vriendschappelijk                       |
| 18                                      | 24 jan 1993                             | Malta – Portugal                        | 0–1                                     | WK-kwalificatie                         |
| 19                                      | 10 feb 1993                             | Portugal – Noorwegen                    | 1–1                                     | Vriendschappelijk                       |
| 20                                      | 24 feb 1993                             | Portugal – Italië                       | 1–3                                     | WK-kwalificatie                         |
| 21                                      | 31 mrt 1993                             | Zwitserland – Portugal                  | 1–1                                     | WK-kwalificatie                         |
| 22                                      | 28 apr 1993                             | Portugal – Schotland                    | 5–0                                     | WK-kwalificatie                         |
| 23                                      | 19 jun 1993                             | Portugal – Malta                        | 4–0                                     | WK-kwalificatie                         |
| 24                                      | 05 sep 1993                             | Estland – Portugal                      | 0–2                                     | WK-kwalificatie                         |
| 25                                      | 13 okt 1993                             | Portugal – Zwitserland                  | 1–0                                     | WK-kwalificatie                         |
| 26                                      | 10 nov 1993                             | Portugal – Estland                      | 3–0                                     | WK-kwalificatie                         |
| 27                                      | 17 nov 1993                             | Italië – Portugal                       | 1–0                                     | WK-kwalificatie                         |
| 28                                      | 19 jan 1994                             | Spanje – Portugal                       | 2–2                                     | Vriendschappelijk                       |
| 29                                      | 07 sep 1994                             | Noord-Ierland – Portugal                | 1–2                                     | EK-kwalificatie                         |
| 30                                      | 09 okt 1994                             | Letland – Portugal                      | 1–3                                     | EK-kwalificatie                         |
| 31                                      | 13 nov 1994                             | Portugal – Oostenrijk                   | 1–0                                     | EK-kwalificatie                         |
| 32                                      | 18 dec 1994                             | Portugal – Liechtenstein                | 8–0                                     | EK-kwalificatie                         |
| 33                                      | 22 feb 1995                             | Nederland – Portugal                    | 0–1                                     | Vriendschappelijk                       |
| 34                                      | 26 apr 1995                             | Ierland – Portugal                      | 1–0                                     | EK-kwalificatie                         |
| 35                                      | 03 jun 1995                             | Portugal – Letland                      | 3–2                                     | EK-kwalificatie                         |
| 36                                      | 03 sep 1995                             | Portugal – Noord-Ierland                | 1–1                                     | EK-kwalificatie                         |
| 37                                      | 11 okt 1995                             | Oostenrijk – Portugal                   | 1–1                                     | EK-kwalificatie                         |
| 38                                      | 15 nov 1995                             | Portugal – Ierland                      | 3–0                                     | EK-kwalificatie                         |
| 39                                      | 21 feb 1996                             | Portugal – Duitsland                    | 1–2                                     | Vriendschappelijk                       |
| 40                                      | 27 mrt 1996                             | Portugal – Griekenland                  | 1–0                                     | Vriendschappelijk                       |
| 41                                      | 29 mei 1996                             | Ierland – Portugal                      | 0–1                                     | Vriendschappelijk                       |
| 42                                      | 09 jun 1996                             | Denemarken – Portugal                   | 1–1                                     | EK-eindronde                            |
| 43                                      | 14 jun 1996                             | Portugal – Turkije                      | 1–0                                     | EK-eindronde                            |
| 44                                      | 19 jun 1996                             | Kroatië – Portugal                      | 0–3                                     | EK-eindronde                            |
| 45                                      | 23 jun 1996                             | Portugal – Tsjechië                     | 0–1                                     | EK-eindronde                            |
| 46                                      | 31 aug 1996                             | Armenië – Portugal                      | 0–0                                     | WK-kwalificatie                         |
| 47                                      | 05 okt 1996                             | Oekraïne – Portugal                     | 2–1                                     | WK-kwalificatie                         |
| 48                                      | 09 okt 1996                             | Albanië – Portugal                      | 0–3                                     | WK-kwalificatie                         |
| 49                                      | 09 nov 1996                             | Portugal – Oekraïne                     | 1–0                                     | WK-kwalificatie                         |
| 50                                      | 14 dec 1996                             | Portugal – Duitsland                    | 0–0                                     | WK-kwalificatie                         |
| 51                                      | 22 jan 1997                             | Portugal – Frankrijk                    | 0–2                                     | Vriendschappelijk                       |
| 52                                      | 19 feb 1997                             | Griekenland – Portugal                  | 0–0                                     | Vriendschappelijk                       |
| 53                                      | 29 mrt 1997                             | Noord-Ierland – Portugal                | 0–0                                     | WK-kwalificatie                         |
| 54                                      | 07 jun 1997                             | Portugal – Albanië                      | 2–0                                     | WK-kwalificatie                         |
| 55                                      | 22 apr 1998                             | Engeland – Portugal                     | 3–0                                     | Vriendschappelijk                       |
| 56                                      | 19 aug 1998                             | Portugal – Mozambique                   | 2–1                                     | Vriendschappelijk                       |
| 57                                      | 06 sep 1998                             | Hongarije – Portugal                    | 1–3                                     | EK-kwalificatie                         |
| 58                                      | 10 okt 1998                             | Portugal – Roemenië                     | 0–1                                     | EK-kwalificatie                         |
| 59                                      | 14 okt 1998                             | Slowakije – Portugal                    | 0–3                                     | EK-kwalificatie                         |
| 60                                      | 18 nov 1998                             | Portugal – Israël                       | 2–0                                     | Vriendschappelijk                       |
| 61                                      | 10 feb 1999                             | Portugal – Nederland                    | 0–0                                     | Vriendschappelijk                       |
| 62                                      | 26 mrt 1999                             | Portugal – Azerbeidzjan                 | 7–0                                     | EK-kwalificatie                         |
| 63                                      | 31 mrt 1999                             | Liechtenstein – Portugal                | 0–5                                     | EK-kwalificatie                         |
| 64                                      | 05 jun 1999                             | Portugal – Slowakije                    | 1–0                                     | EK-kwalificatie                         |
| 65                                      | 09 jun 1999                             | Portugal – Liechtenstein                | 8–0                                     | EK-kwalificatie                         |
| 66                                      | 18 aug 1999                             | Portugal – Andorra                      | 4–0                                     | Vriendschappelijk                       |
| 67                                      | 04 sep 1999                             | Azerbeidzjan – Portugal                 | 1–1                                     | EK-kwalificatie                         |
| 68                                      | 08 sep 1999                             | Roemenië – Portugal                     | 1–1                                     | EK-kwalificatie                         |
| 69                                      | 10 okt 1999                             | Portugal – Hongarije                    | 3–0                                     | EK-kwalificatie                         |
| 70                                      | 02 jun 2000                             | Portugal – Wales                        | 3–0                                     | Vriendschappelijk                       |
| 71                                      | 12 jun 2000                             | Portugal – Engeland                     | 3–2                                     | EK-eindronde                            |
| 72                                      | 17 jun 2000                             | Roemenië – Portugal                     | 0–1                                     | EK-eindronde                            |
| 73                                      | 24 jun 2000                             | Portugal – Turkije                      | 2–0                                     | EK-eindronde                            |
| 74                                      | 28 jun 2000                             | Frankrijk – Portugal                    | 2–1                                     | EK-eindronde                            |
| 75                                      | 16 aug 2000                             | Portugal – Litouwen                     | 5–1                                     | Vriendschappelijk                       |
| 76                                      | 25 mei 2002                             | China – Portugal                        | 0–2                                     | Vriendschappelijk                       |
| 77                                      | 05 jun 2002                             | Verenigde Staten – Portugal             | 3–2                                     | WK-eindronde                            |
| 78                                      | 10 jun 2002                             | Portugal – Polen                        | 4–0                                     | WK-eindronde                            |
| 79                                      | 14 jun 2002                             | Zuid-Korea – Portugal                   | 1–0                                     | WK-eindronde                            |
| 80                                      | 07 sep 2002                             | Engeland – Portugal                     | 1–1                                     | Vriendschappelijk                       |

## Carrière
| Seizoen | Club         | Land     | Competitie       | Wedstrijden | Doelpunten |
| ------- | ------------ | -------- | ---------------- | ----------- | ---------- |
| 1988/89 | FC Porto     | Portugal | Primeira Divisão | 15          | 0          |
| 1989/90 | FC Porto     | Portugal | Primeira Divisão | 34          | 0          |
| 1990/91 | FC Porto     | Portugal | Primeira Divisão | 38          | 0          |
| 1991/92 | FC Porto     | Portugal | Primeira Divisão | 34          | 0          |
| 1992/93 | FC Porto     | Portugal | Primeira Divisão | 34          | 0          |
| 1993/94 | FC Porto     | Portugal | Primeira Divisão | 32          | 0          |
| 1994/95 | FC Porto     | Portugal | Primeira Divisão | 33          | 0          |
| 1995/96 | FC Porto     | Portugal | Primeira Divisão | 26          | 0          |
| 1996/97 | FC Barcelona | Spanje   | Primera División | 37          | 0          |
| 1997/98 | FC Barcelona | Spanje   | Primera División | 2           | 0          |
| 1998/99 | FC Barcelona | Spanje   | Primera División | 0           | 0          |
| 1998/99 | FC Porto     | Portugal | Primeira Divisão | 16          | 0          |
| 1999/00 | FC Porto     | Portugal | Primeira Divisão | 15          | 0          |
| 2000/01 | FC Porto     | Portugal | Primeira Liga    | 0           | 0          |
| 2001/02 | FC Porto     | Portugal | Primeira Liga    | 17          | 0          |
| 2002/03 | FC Porto     | Portugal | Primeira Liga    | 25          | 0          |
| 2003/04 | FC Porto     | Portugal | Primeira Liga    | 31          | 0          |
| 2004/05 | FC Porto     | Portugal | Primeira Liga    | 31          | 0          |
| 2005/06 | FC Porto     | Portugal | Primeira Liga    | 24          | 0          |
| 2006/07 | FC Porto     | Portugal | Primeira Liga    | 1           | 0          |
|         | totaal:      | totaal:  | totaal:          | 445         | 0          |

## Erelijst
FC Porto
- Wereldbeker voor clubteams: 2004
- UEFA Champions League: 2003/04
- UEFA Cup: 2002/03
- Primeira Divisão/Liga: 1989/90, 1991/92, 1992/93, 1994/95, 1995/96, 1998/99, 2002/03, 2003/04, 2005/06, 2006/07
- Taça de Portugal: 1990/91, 1993/94, 1999/00, 2002/03, 2005/06
- Supertaça Cândido de Oliveira: 1990, 1991, 1993, 1994, 2003, 2004, 2006

 FC Barcelona
- UEFA Cup Winners Cup: 1996/97
- Primera División: 1997/98
- Copa del Rey: 1996/97, 1997/98
- Supercopa de España: 1996

Individueel
- Portugees Voetballer van het Jaar: 1989, 1991
- Beste Speler van de Primeira Divisão: 1992
- ESM Team van het Jaar: 1994/95
- UEFA Beste Clubkeeper van het Jaar: 2003/04
- Europees Keeper van het Jaar: 2004

Onderscheidingen
- Officier in de Orde van de Infant Dom Henrique

## Trivia
- Baía speelde in zijn voetballoopbaan 32 prijzen bij elkaar, waarmee hij het wereldrecord in handen had. Dit record is nu in handen van Daniel Alves (46 prijzen)[1].
- Baía werd in 2004 de eerste Portugees die alle drie de Europese bekers (UEFA Champions League, UEFA Cup Winners Cup en de UEFA Cup) ten minste een keer won.